# SuperStar Aquarius
Pour les articles homonymes, voir Windward.
Le SuperStar Aquarius est un navire de croisière de la compagnie Star Cruises. En 1990, la compagnie Kloster Cruise Limited commande deux navires aux Chantiers de l'Atlantique à Saint-Nazaire. Le navire, tout d'abord nommé Windward, est exploité par la compagnie Kloster puis revendu à Norwegian Cruise Line. En 1998 il fut rallongé de 40 m en Allemagne par Lloyd Werft puis renommé Norwegian Wind, il est par la suite désarmé puis revendu à Star Cruises qui l'exploite sous le nom de SuperStar Aquarius. Il est démantelé en 2022.
C'est le sistership du Dreamward, qui est resté dans la compagnie Norwegian Cruise Line.

## À bord
Locaux publics : 
- 4 restaurants (442, 230, 282 et 76 places),
- 1 pizzeria (40 places),
- 1 grand salon/salle de spectacles (710 places),
- 1 piano-bar (171 places),
- 1 salon-bar (48 places),
- 1 centre de conférences (60 places),
- 1 casino,
- 1 salon panoramique (148 places),
- 1 discothèque (180 places),
- 1 bar-grill (95 places),
- 2 piscines.